# 黑雷根河
49°00′47″N 13°13′39″E / 49.013062°N 13.227421°E
黑雷根河（德語：Schwarzer Regen），是德國的河流，位於該國東南部，由巴伐利亞負責管轄，屬於雷根河的左支流，河道全長83公里，流域面積995.7平方公里，河口處在布萊巴赫。